# Negligência unilateral
Uma das consequências mais recorrentes do acidente vascular cerebral (AVC) é a negligência unilateral, também conhecida como negligência hemiespecial. A síndrome se manifesta através de limitações de direção, resposta ou orientação no lado oposto ao da lesão cerebral. Esta “inversão” ocorre porque cada hemisfério do nosso cérebro controla o lado contrário do corpo; o hemisfério direito controla o lado esquerdo e o hemisfério esquerdo controla o lado direito. Assim, na ocorrência de uma lesão cerebral em um dos hemisférios, o reflexo da lesão se demonstra do outro lado do corpo, caracterizando a síndrome de negligência unilateral.
Problemas de memória, raciocínio e atenção, assim como disfunções cognitivas e de comunicação podem ser percebidos em um paciente portador da negligência unilateral. Dificuldades sensoriais incluindo problemas de visão e audição também podem se fazer presentes.

## Fisioterapia Neurológica
Após o período de internação médica pós-AVC, chega o momento de ir para casa e começar a reabilitação. Sessões de fisioterapia neurológica não só previnem que as sequelas da lesão cerebral se tornem permanentes, mas também permitem a possibilidade de o paciente reabilitar suas funções motoras e restaurar sua independência e qualidade de vida.